# Heinrich Julius Willerding

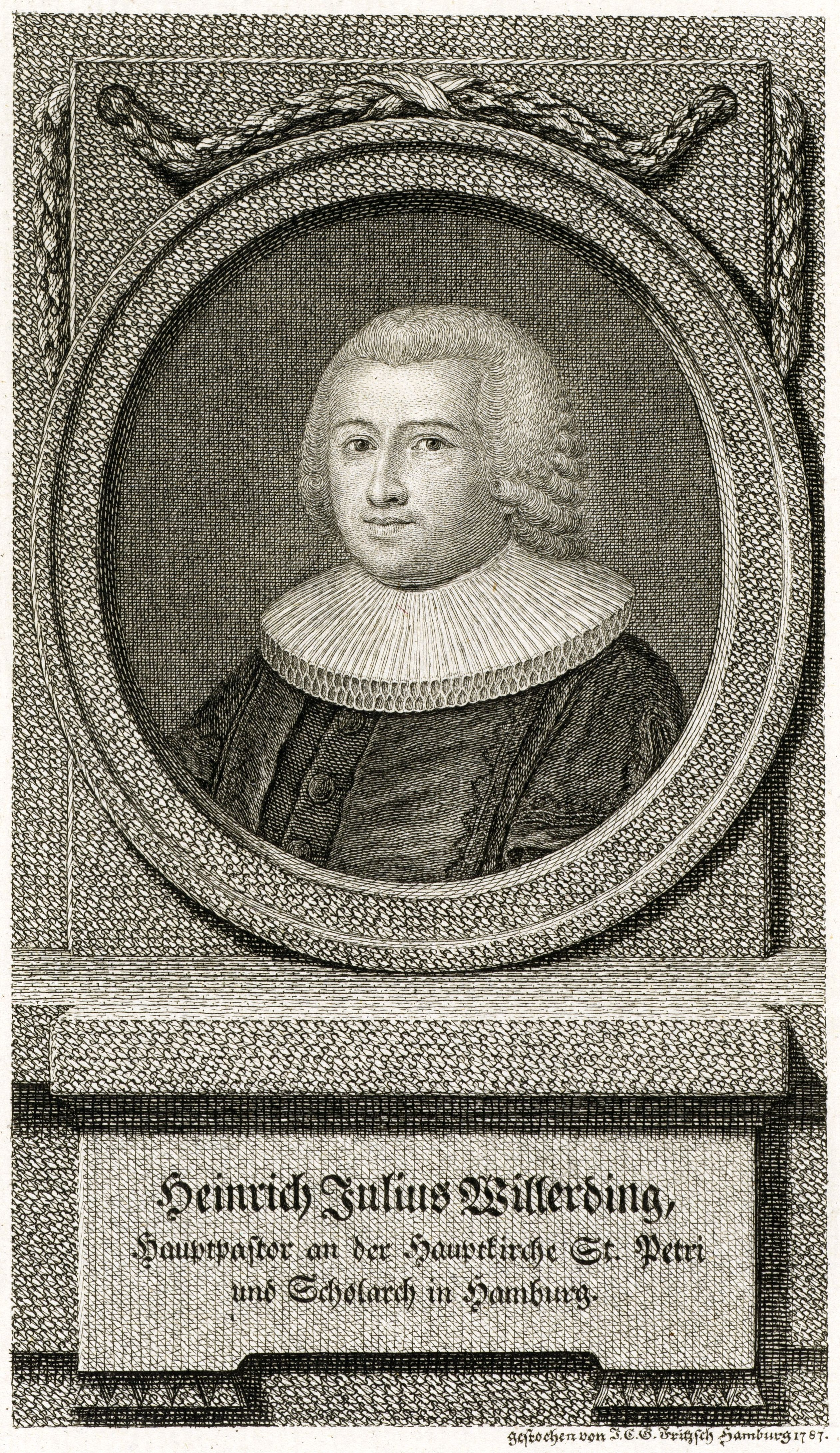
Heinrich Julius Willerding, Kupferstich von Johann Christian Gottfried Fritzsch (1787)

Heinrich Julius Willerding (* 21. Oktober 1748 in Hildesheim; † 12. Januar 1834 in Hamburg) war ein deutscher evangelisch-lutherischer Geistlicher. Von 1787 bis zu seinem Tod war er Hauptpastor von St. Petri in Hamburg, ab 1818 zugleich Senior des Hamburgischen Geistlichen Ministeriums.

## Leben
Willerding war der Sohn eines Münzmeisters in Hildesheim. Von 1757 bis 1768 besuchte er das Gymnasium Andreanum und studierte dann Evangelische Theologie an der Universität Göttingen. Schon 1772 wurde er zum Prediger in Salzdetfurth berufen. Zwei Jahre später kam er an die Andreaskirche, eine der lutherischen Hauptkirchen in Hildesheim. 1779 ging er nach Magdeburg an die St.-Ulrich-und-Levin-Kirche.
Nach dem Tod von Christoph Christian Sturm 1787 wählten ihn die Vorsteher der Hamburger Hauptkirche Sankt Petri zu dessen Nachfolger. Zu seinem Einführungsgottesdienst schuf Carl Philipp Emanuel Bach die Festmusik Wer sich rühmen will zu Worten von Johann Heinrich Röding und Christian Fürchtegott Gellert. Willerding hatte dieses Amt 47 Jahre inne. In seine lange Amtszeit fallen die Umbrüche der Aufklärungszeit und die Hamburger Franzosenzeit mit dem schrecklichen Winter 1813/14.
1818 wurde er als Nachfolger von Johann Jakob Rambach zum Senior des Hamburger Geistlichen Ministeriums ernannt. Damit war der Leitende Geistliche der Evangelisch-Lutherischen Kirche im Hamburgischen Staate. Bald darauf, am 30. September 1818, erhielt er von der theologischen Fakultät der Universität Halle die Ehrendoktorwürde.
Am 1. Oktober 1822 konnte Willerding sein 50-jähriges Amtsjubiläum feiern. Dazu gab es eine Festkantate von Johann Jacob Behrens auf Worte von Wilhelm Nicolaus Freudentheil (1771–1853); ihm wurde eine Denkmünze überreicht (s. u.), und das St. Petri-Kirchencollegium hatte sein lebensgroßes Bildnis und das des Archidiaconus Rudolph Gerhard Behrmann, der zeitgleich ebenfalls sein 50-jähriges Amtsjubiläum feierte, von Friedrich Carl Gröger malen und in der Kirche aufhängen lassen. Der Rektor des Johanneums Johann Gottfried Gurlitt widmete ihm eine Rede zur Empfehlung des Vernunftgebrauchs bei dem Studium der Theologie. 1830 fingen seine Kräfte an, abzunehmen; er musste sich nach und nach von den Obliegenheiten seines Amtes zurückziehen.
Er galt als ein „gemässigter Theologe“ und „predigte aus der Fülle seines reichen Gemüths, nicht mit rhetorischem Glanze, nicht mit dialectischer Schärfe, nicht mit stürmischen Feuer, aber mit einer eindringenden Innigkeit, mit ruhiger Lebendigkeit“.
Neben dem erhaltenen Porträt in St. Petri erinnert die Doppel-Sammelgrabplatte Hauptpastoren zu St. Petri / Pastoren zu St. Petri auf dem Althamburgischen Gedächtnisfriedhof, Friedhof Ohlsdorf an ihn.

### Familie
Seit 1773 war Willerding verheiratet mit Margaretha Juliane, geb. Riese (1751–1835), Tochter eines Kaufmanns in Hildesheim. Das Paar konnte, was damals selten war, 1823 das Fest der Goldenen Hochzeit feiern. Von den 10 Kindern des Paares starben zwei schon in der Kindheit. Der älteste Sohn Johann Heinrich Ludwig starb 1841 als hamburgischer Konsul in Livorno. Der Sohn Christian Friedrich Wilhelm (1781–1869) wurde erfolgreicher Kaufmann und preußischer Konsul in Göteborg. Ein weiterer Sohn August Carl (* 1788) ertrank 1809 bei einem Schiffbruch vor der Küste Jütlands. Die älteste Tochter Henriette Ernestin (1775–1851) heiratete den Oberalten Hermann Friedrich Justus; Johanna Caroline Auguste (1786–1877) blieb unverheiratet; Johanna Cornalia (1788–1849) heiratete den Kaufmann Anton Wilhelm Goverts; Dorothea Elisabeth (1788–1869) heiratete Johan Andreas Schlingemann, und die jüngste Tochter Juliane (1791–1880) heiratete den Kaufmann Wilhelm Daniel Alardus († 1832).

### Denkmünze

Denkmünze von 1822, Ausführung in Bronze

Zu Willerdings 50-jährigem Amtsjubiläum ließ das Hamburger Ministerium für ihn und Rudolph Gerhard Behrmann bei Gottfried Bernhard Loos in Berlin je eine Denkmünze anfertigen. Die Ausführung lag bei Carl Friedrich Voigt.
Die Vorderseite zeigt das linkssehende Bildnis des Jubilars im Hamburger Ornat nach einer Porträtzeichnung von Heinrich Jacob Aldenrath, umgeben von der zweizeiligen Umschrift: HENR. JUL. WILLERDING THEOL. DR. PAST. PETR. R. MIN. SEN. SCHOL. EPH. – NAT. HILDESH. 1748 D. 21 OCTBR. (Heinrich Julius Willerding, der Heiligen Schrift Doctor, Hauptprediger zu St. Petri, Senior des Ehrwürdigen Ministeriums, Ephorus der Schulen – Geboren zu Hildesheim am 21. Oktober 1748.) Unter dem Brustbilde steht Loos D. Voigt F. um anzudeuten, dass Voigt diese Medaille unter der Leitung von Loos geschnitten hatte.
Die Rückseite ist gefüllt mit einer neunzeiligen lateinischen Inschrift VIRO SUMME VENER.(ando) – DOCTRINA MERITIS – MORUMQUE SUAVIT(ate) INSIGNI – INTER MUNERIS – PER L ANN.(os) EGREG.(ie) EXACTI – SOLEMNIA CELEBRATA – D(ie) 1 OCTBR. 1822 – C(udendum) C(uravit) – MINISTERIUM HAMBURG.(ense.) ‚Dem höchstehrwürdigen Manne, ausgezeichnet durch Gelehrsamkeit, Verdienste und Milde des Charakters, ließ zur Feier seines 50-jährigen Amtsjubiläums am 1. Oktober 1822 diese Münze schlagen das Hamburgische Ministerium.‘ Darunter steht auf einer mit dem Christusmonogramm bezeichneten Bibel, die auf einem Kreuz und einem Palmzweig ruht, ein Kelch. Das Gewicht der Münze betrug in Silber 1¾ Lot, in Gold 10 à 12 Dukaten. Willerding erhielt davon eine goldene und 25 silberne Münzen.

## Schriften
- Heinrich Julius Willerdings, bisherigen Predigers bei der Ulrichs- und Levin Kirche in Magdeburg, nun berufenen Pastors an der Petri Hauptkirche in Hamburg, Abschiedspredigt : gehalten am achten Sonntage nach Trinitatis. Magdeburg: Hessenland 1787
- Entwürfe über die Sonn- und Festtags-Evangelia: 1. Jahrgang. Hamburg: Schniebes 1788
- Predigt am Sonntage Jubilate gehalten. Hamburg: Herold 1797
- Religiöser Vortrag, am 18. October, bei der Feier des Andenkens an die Befreiung Deutschlands durch den Sieg der verbündeten Heere bei Leipzig im Jahre 1813. Hamburg: Perthes & Besser 1814
- Predigt, bei seiner funfzigjährigen Amts-Jubelfeier, am 1. October 1822, gehalten von Dr. Heinrich Julius Willerding, Pastor an der Hauptkirche St. Petri, Scholarchen und E. E. Ministerii Senior in Hamburg. Hamburg: Meißner 1822